# Маріо Пеллегріні
Маріо Пеллегріні (італ. Mario Pellegrini, 7 грудня 1880, Віньйола - 2 квітня 1954, Модена) - італійський адмірал, нагороджений Золотою медаллю «За військову доблесть».

## Біографія
Маріо Пеллегріні народився 7 грудня 1880 року у місті Віньйола (провінція Модена). У 1899 році вступив до Військово-морської академії в Ліворно, яку закінчив у 1902 році у званні гардемарина. Ніс службу на борту гвинтового корвета «Караччоло» та броненосця «Лепанто».
У званні лейтенанта брав участь в італійсько-турецькій війні (1911-1912) на борту крейсера «Франческо Ферруччо», де, зокрема, брав участь в десанті поблизу Тобрука та обстрілах анатолійського узбережжя Туреччини.

### Перша світова війна
Після вступу Італії у Першу світову війну у 1915 році Маріо Пеллегріні ніс службу на різник кораблях. Спочатку на крейсері «Лібія», на борту якого брав участь у бою з австро-угорським крейсером «Гельголанд». Далі служив на есмінцях «Кораццьєре» і «Чезаре Россарол», на борту яких брав участь у численних військових місіях.
У січні 1917 року призначений капітаном міноносця «11 PN», на борту якого у жовтні того ж року здійснив ряд важливих місій під час відступу 3-ї італійської армії з Ізонцо до П'яве, за що був нагороджений Хрестом «За військові за заслуги». У квітні 1918 року призначений командувачем батальйону «Бафіле» бригади морської піхоти, у травні отримав звання капітана III рангу.
У травні 1918 року Маріо Пеллегріні добровільно зголосився очолити торпедну атаку на Полу, метою якою було потопити ворожий лінкор. Торпедний катер зміг прорватись у бухту, проте був помічений ворогом. Під сильним вогнем противника Маріо Пеллегріні вирішив затопити човен. Учасники місії потрапили в полон. За цю операцію Маріо Пеллегріні був нагороджений Срібною медаллю «За військову доблесть». 
Повернувся на батьківщину 28 листопада 1918 року, після підписання перемир'я у Вілла Джусті. Отримав звання капітана II рангу і королівським декретом нагороджений Золотою медаллю «За військову доблесть».

### Післявоєнний період
Після закінчення війни Маріо Пеллегріні протягом 1919-1920 років командував флотилією катерів MAS у Венеції, протягом 1923-1924 років був командувачем військово-морського командування у Зарі. У 1925 році отримав звання капітана I рангу і був призначений начальником штабу військово-морського командування в Таранто, потім у Ла-Спеції.
Надалі командував крейсером «Бріндізі», потім лінкором «Конте ді Кавур».
У 1928 році Маріо Пеллегріні вийшов у запас. У 1932 році отримав звання контрадмірала, у 1936 році - дивізійного адмірала у запасі.
Помер 2 квітня 1954 року у Модені.

## Вшанування
На честь Маріо Пеллегріні названа вулиця у місті Скандіано.

## Нагороди
- Золота медаль «За військову доблесть»
- Срібна медаль «За військову доблесть»
- Хрест «За військові за заслуги»
- Великий офіцер Ордена Корони Італії
- Кавалер Ордена Святих Маврикія та Лазаря
- Пам'ятна медаль Італо-австрійської війни 1915—1918
- Медаль Перемоги
- Медаль «В пам'ять об'єднання Італії»